# Sara Omar

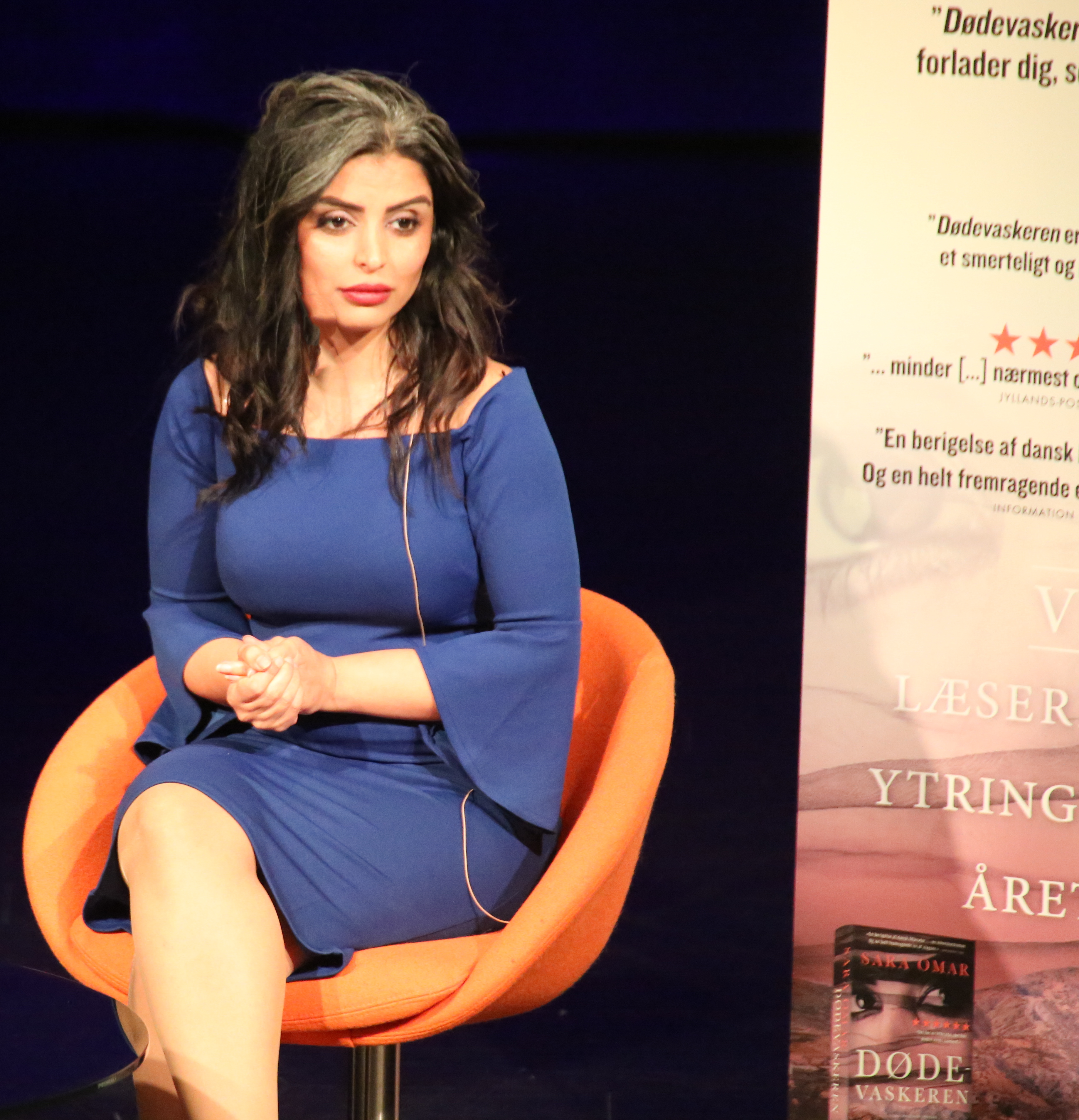
Sara Omar på scen i Århus under en intervju med Politikens litteraturredaktör Jes Stein Pedersen.

Sara Omar är en dansk-kurdisk författare och kvinnorättsaktivist född 1986 i irakiska Kurdistan. Under 1990-talet flydde hon tillsammans med sin familj på grund av krig och hon har sedan 2001 bott i Danmark. Omar har studerat juridik och statsvetenskap.
Efter Omars kritik av islam lever hon sedan 2017 med polisskydd.

## Författarskap
Innan debutromanen publicerade Omar dikter.

### Dödstvätterskan
Omar publicerade sin debutroman Dödstvätterskan år 2017. Den behandlar kritiskt misshandel och förtryck av muslimska kvinnor, samt hedersmord. Danmarks Radio beskrev boken som en kampskrift och en uppmaning till muslimska kvinnor att säga ifrån.
Handlingens ena spår, uppväxtåren för den kurdiska flickan Frmesk ("tår"), utspelas i Kurdistan och avslutas i Danmark och skildrar de händelser som dagligen utspelas i en muslimsk kvinnoförnedrande våldskultur. Det andra spåret i handlingen utspelas i nutid, i Danmark då huvudpersonen ligger inlagd på Skejby Sygehus och vårdas för skador. Det antyds att hon tillfogades skadorna efter skilsmässan från sin make.
I boken kritiseras en bokstavstrogen islam, som i praktiken innebär att män ges lov till att behandla kvinnor godtyckligt och legitimeringen av våld och våldtäkter mot kvinnor.
Efter publiceringen fick Omar tusentals meddelanden ifrån muslimska kvinnor som tackade henne för att hon satt ord på deras upplevelser.

### Skuggdansaren
Omars andra roman Skuggdansaren publicerades i november 2019. I boken fortsätter historien om den kurdiska flickan Frmesk som blivit utsatt för övergrepp i sitt hemland och senare flyr till Tyskland och därefter Danmark.

## Opinionsbildning och engagemang
Omar sitter i Expert Advisory-panel for Arts & Globalization.
Omar är ambassadör för Dignity - Dansk institut mod tortur.

### Kritik och reformation av islam
Omar hoppades med sin debutroman att igångsätta en reformation av religionen islam. På grund av farorna med att kritisera islam hade Omar i november 2019 levt två år under polisskydd.

### Mänskliga rättigheter
Enligt en intervju i dansk TV2 berättade Omar att det är särskilt i muslimska parallellsamhällen i Danmark som mänskliga rättigheter blir kränkta. Detta gällde enligt Omar särskilt kvinnor och barn som blir utsatta för övervakning av manliga släktingar.

## Utmärkelser
- År 2018 mottog Omar Læsernes Bogpris 2018 för sin roman Dödstvätterskan.[10]
- År 2019 mottog hon vid 33 års ålder Menneskerettighedsprisen 2019 som delas ut av Rådet for Menneskerettigheder. Omar förärades priset för att hon med sina böcker uppmärksammar barn och kvinnor som blir utsatta för fysiskt och psykiskt våld.[10]
- I januari 2020 mottog Omar bokhandlarnas De Gyldne Laurbær för sin roman Skuggdansaren.[14]
- I mars 2020 mottog Omar Socialistisk Folkepartis jämställdhetspris, Ebba Strange-prisen.[15]